# Česká Bříza
Česká Bříza es una localidad del distrito de Pilsen Norte, en la región de Pilsen, República Checa. Tiene una población estimada, a principios del año 2021, de 596 habitantes.
Está ubicada al norte de la región, en la cuenca hidrográfica del río Berounka —un afluente izquierdo del río Moldava que, a su vez, lo es del Elba—, y cerca de la frontera con las regiones de Ústí nad Labem, Karlovy Vary y Bohemia Central.